# Sestry adorátorky služebnice od Nejsvětější svátosti a milosrdenství
Sestry adorátorky služebnice od Nejsvětější svátosti a milosrdenství (latinsky: Sorores Adoratrices Ancillae SS. Sacramenti et a Caritate) je ženská řeholní kongregace, jejíž zkratkou je A.A.S.C.

## Historie

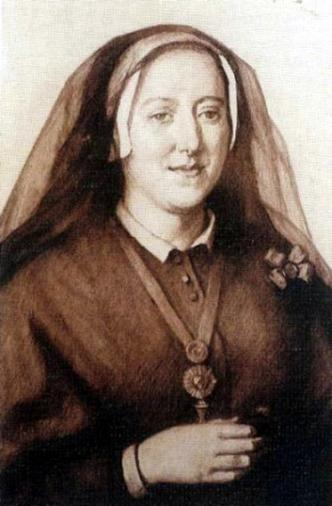
Micaela Desmaisières

Kongregaci založila španělská šlechtična Micaela Desmaisières y López Dicastillo y Olmeda (1809–1865), která byla později svatořečena. Věnovala se péči o nemocné v Nemocnici San Juan de Dios v Madridu.
Dne 21. dubna 1845 otevřela první intuitivní zařízení pro vykořisťované ženy (prostituky). Společný život sester započal 3. února 1856 a jejich prací bylo starat se o obrácení prostitutek.
Kongregace získala prozatímní schválení 15. září 1860 od papeže Pia IX., definitivní schválení pak 24. listopadu 1866.

## Aktivita a šíření
Kongregace má za úkol vedení mladých žen, které se dostaly na scestí.
Sestry jsou aktivní v Evropě (Francie, Itálie, Portugalsko, Spojené království, Španělsko), v Latinské Americe (Argentina, Bolívie, Brazílie, Chile, Kolumbie, Kuba, Ekvádor, Peru, Dominikánská republika, Venezuela), v Africe (Maroko, Togo), v Asii (Kambodža, Japonsko, Indie); generální kurie se nachází v Římě.
K 31. prosinci 2005 měla kongregace 1 312 sester v 168 domech.